# Čchuan-čchi
Čchuan-čchi (čínsky pchin-jinem chuánqí, znaky zjednodušené 传奇, tradiční 傳奇, doslova „vyprávění podivuhodností“) je čínský tradiční divadelní žánr rozvíjející se v mingské době. Vznikl koncem 14. století z jižních her nan-si, v 16. století jedna z variant her čchuan-čchi – kchun-čchü převážila nad ostatními.

## Historie
Čchuan-čchi je počínaje 3. stoletím termín pro čínské povídky na nejrůznější témata, realisticky až naturalisticky zobrazující život, ale i přídavkem nadpřirozena, v hovorovém jazyce, později mísící lidový jazyk s prvky literární čínštiny. První čchuan-čchi se objevují ve třetím století, rozmach žánru nastal v 7. století v tchangském období, kdy je šířili profesionální vypravěči ve městech a současně se staly předmětem zájmu literátů.
V sungské Číně se čchuan-čchi říkalo jak povídkám chua-pen v hovorovém jazyce vyprávěné profesionálními vypravěči, ale i baladám ču-kun-tiao i jižním divadelním hrám nan-si.
Koncem 14. století se název čchuan-čchi začal používat pro typ her odvozený od dramat nan-si. Vedle menšinového žánru ca-ťü se rychle staly hlavní dramatickou formou, reprezentovanou tzv. čtyřmi velkými čchuan-čchi. Ve druhé třetině 15. století nastal úpadek žánru. Poté se čchuan-čchi věnoval až Čchiou Ťün (1421–1495), respektovaný úředník a vzdělanec, nicméně jeho jediná zachovaná hra je hrozná. Ovšem když se žánru čchuan-čchi věnoval tak významný učenec, osmělili se i ostatní vzdělanci. Jeho následníci byli pedantičtí literáti předvádějící svou učenost, bez kreativity nebo originality. Jen výjimečně se zrodila kvalitní díla, např. Siou-žu ťi připisovaná Sü Linovi (1462–1538), příběh mladého úředníka a prostitutky.
Typická čchuan-čchi měla 30 až 50 dějství, pěvecké party měla nejen hlavní postava (jako v ca-ťü), ale více postav (jako v nan-si), náměty autoři brali jak z běžného života, tak z populárních historických příběhů.
Pro čchuan-čchi se hledal vhodný hudební doprovod. Vzniklo přitom mnoho variací a stylů pojmenovaných podle regionů ve kterých se zrodily – chaj-nan, jü-jao, i-jang, kchun-šan, přičemž jižní hudba nakonec převážila nad severní. Koncem 16. století Liang Čchen-jü reformoval hudbu kchun-čchü, nová verze měla okamžitý úspěch a rychle se rozšířila. Pojmy čchuan-čchi a kchun-čchü poté prakticky splynuly.